# Georg Gemehl
Georg Gemehl (* ca. 1750 in Heidelberg; † 20. Oktober 1807 in Bruchsal; katholisch) war seit 1777 Beamter beim Hochstift Speyer und nach dessen Auflösung ab 1803 im badischen Staatsdienst.

## Familie
Georg Gemehl war verheiratet mit Maria Apollonia geborene Sommer (* ca. 1758 in Heidelberg; † 23. August 1829), sie war Tochter des Kammerdieners Johann Kaspar Sommer und der Anna geborene Stephani. Aus dieser Ehe stammen fünf Kinder: Maria Anna (* 24. Februar 1785), Maria Elisabeth (* 21. Juni 1786), Kaspar (* 31. Januar 1788 in Bruchsal; † 4. Juni 1834 ebenda), Anna Maria Josepha (* 8. Januar 1791) und Franz Ignaz (* 7. September 1794).

## Laufbahn
Nach seinem Studium an der Universität Heidelberg, das er 1771 mit dem Magisterexamen abschloss, wurde  er 1777 Militärauditor. 1794 wurde er zum  Hauptmann befördert und danach als Assessor beim Vizedomamt in Bruchsal angestellt. Nach Auflösung des Hochstifts Speyer wurde er in badischen Staatsdienst übernommen und war von 1803 bis 1806 Stadtamtmann des Stadtamtes Bruchsal und gleichzeitig Stadtschultheiß.